# Городищенский сахарорафинадный комбинат
Городищенский сахарорафинадный комбинат — предприятие пищевой промышленности в городе Городище Городищенского района Черкасской области.

## История

### 1876—1917
Мариинский сахарный завод в волостном центре Городище Черкасского уезда Киевской губернии был построен в 1876 году, одновременно с железнодорожной линией (что позволило расширить рынки сбыта продукции).
В 1887 году второй находившийся в Городище сахарный завод (владельцами которого являлись братья К. и Т. Яхненко и Ф. Симиренко) не выдержал конкуренции и закрылся, после чего Мариинский завод (на который перешла часть рабочих завода Яхненко) увеличил объёмы производства, а общая численность работников предприятия превысила 1000 человек.
31 января 1911 года 170 рабочих завода начали забастовку с требованием ввести трёхсменный 8-часовой рабочий день вместо действовавшего на предприятии двухсменного 12-часового рабочего дня. Забастовка продолжалась 12 часов, но администрация завода отказалась выполнять требования. В 1913 году рабочие завода начали новую забастовку, выдвинув требование ввести 8-часовой рабочий день, которая продолжалась сутки, но затем администрация завода уволила всех её участников.
После Февральской революции 1917 года по требованию рабочих на предприятии был введён 8-часовой рабочий день, но остальные условия работы не изменились.

### 1918—1991
26 ноября 1917 года в Городищах была установлена Советская власть, но весной 1918 года они были оккупированы немецкими войсками (которые оставались здесь до ноября 1918 года), а в дальнейшем до конца декабря 1919 года находились в зоне боевых действий гражданской войны.
В 1920 году сахарный завод был восстановлен и возобновил работу. В дальнейшем, предприятие оказалось в составе Юго-Западного экономического района СССР.
Во время Великой Отечественной войны с 30 июля 1941 до 9 февраля 1944 года поселок находился под немецкой оккупацией. В сентябре 1941 года в посёлке начала деятельность антифашистская подпольная группа, которую возглавлял О. С. Коваль. Группа начала выпуск и распространение сообщений Совинформбюро и листовок, но в феврале 1942 года была разгромлена, участвовавшие в деятельности группы работники сахарного завода комсомолец И. И. Задорожный и беспартийный О. С. Козюра были расстреляны.
После освобождения посёлка советскими войсками началось восстановление сахарного завода, который 20 октября 1944 года возобновил производство и дал первую продукцию (сахар-песок). В этом году завод перерабатывал 700 тонн сахарной свеклы в сутки.
В ноябре 1945 года было возобновлено производство сахара-рафинада.
В это же время завод стал предприятием союзного значения и в мае 1948 года перешёл в прямое подчинение главного управления сахаро-рафинадной промышленности Министерства пищевой промышленности СССР).
В 1949 году завод превысил довоенный объём производства сахара-песка, в 1957 году на предприятии был освоен новый, более эффективный метод производства рафинада.
В 1959 году на предприятии была создана комсомольско-молодёжная бригада коммунистического труда, которую возглавила Е. Ф. Школяр (в этом же году бригада выполнила 10-месячный план производства сахара на 140 %).
В 1967 году завод был оснащён новым оборудованием, производственные процессы были автоматизированы. В результате, план производства сахара-песка был выполнен на 101,6 %, а сахара-рафинада — на 102,2 %.
Производственный план восьмой пятилетки (1966—1970 гг.) комбинат выполнил досрочно, 20 октября 1970 года завершив изготовление запланированного количества сахара-песка, а 4 декабря 1970 — планового количества рафинада. В дальнейшем, до конца 1970 года комбинат произвёл сверх плана ещё 25 тыс. тонн сахара-песка и 4200 тонн рафинада.
При комбинате была построена ТЭЦ мощностью 6100 кВт, обеспечивавшая электроэнергией другие предприятия и соседние сёла.
В январе 1974 года Городищенский сахарорафинадный комбинат министерства пищевой промышленности СССР был награждён Красным Знаменем ЦК КПСС, Совета министров СССР, ВЦСПС и ЦК ВЛКСМ за досрочное выполнение народнохозяйственного плана 1973 года.
В целом, в советское время комбинат входил в число крупнейших предприятий города.

### После 1991
После провозглашения независимости Украины комбинат был передан в ведение министерства сельского хозяйства и продовольствия Украины. В дальнейшем, государственное предприятие было преобразовано в открытое акционерное общество.
В 1996 году предприятие остановило работу, в дальнейшем оборудование было разобрано на металлолом, а здания — на кирпич.

Сахарорафинадный комбинат после закрытия

## Известные сотрудники
Шихуцкий, Владимир Николаевич